# Lukas Moodysson
Karl Fredrik Lukas Moodysson (17 de janeiro de 1969) é um cineasta sueco. Lançou um livro de poemas com dezessete anos de idade. Um dos novos expoentes do cinema escandinavo, realizando produções que criticam duramente e satirizam, ainda que de maneira bastante negativa e violenta, a sociedade e o comportamento humanos. Seu primeiro longa metragem, "Amigas de Colégio" (br)(Fucking Åmål), lançado em 1998, foi bem recebido pela crítica, tornando-o conhecido no meio cinematográfico. Seus dois filmes seguintes: "Bem-vindos" (br) (Tillsamans) de 2000 e "Para Sempre Lilya" (br) (Lilja 4ever) de 2002 também foram muito elogiados pelos críticos de cinema e receberam vários prêmios internacionais. Já o longa "Um Vazio no Meu Coração" (br) (A Hole In My Heart) de 2004 foi considerado fracasso de público e crítica. Um dos motivos listados foi a inserção de cenas chocantes demais sem necessidade.

## Filmografia
- We Are The Best! (Vi är bäst!) (2013)
- Corações em Conflito (Mammoth) (2009)
- Container (2006)
- Um Vazio No Meu Coração(br) (Hål i mitt hjärta, Ett/A Hole in my Heart) (2004)
- Terrorister (Terrorists: The Kids They Sentenced) (2003)
- Para Sempre Lilya (br) (Lilja 4ever) (2002)
- Nya landet, Det (The New Country) (2000)
- Bem-vindos (br) (Tillsammans) (2000)
- Amigas de Colégio (br) (Fucking Åmål) (1998)
- Bara prata lite (Talk) (1997)
- Uppgörelse i den undre världen, En (1996)
- Det var en mörk och stormig natt (1995)

## Prêmios
- Moodysson é o único diretor sueco a ganhar quatro vezes o prêmio Guldbagge Awards (maior prêmio de cinema na Suécia).